# Санавардо
Санавардо (груз. სანავარდო) — село в Грузії.
За даними перепису населення 2014 року в селі проживає 840 осіб.